# Ivonne Schröder
Ivonne Schröder (* 25. Juli 1988 in Bad Muskau, DDR) ist eine deutsche Eishockeytorhüterin, die seit 2009 in der Herrenmannschaft von Tornado Niesky in der Oberliga-Ost spielt und Torhüterin der deutschen Nationalmannschaft ist. Zudem spielte sie zwischen 2007 und 2013 für den OSC Berlin in der Fraueneishockey-Bundesliga.

## Karriere
Ivonne Schröder erlernte mit vier Jahren das Schlittschuhlaufen in Weißwasser. Von da an spielte sie in den Jugendmannschaften des Eissport Weisswasser, später auch in der Deutschen Nachwuchsliga.
Seit 2007 spielt Schröder für den OSC Berlin in der Fraueneishockey-Bundesliga und gewann mit diesem 2009 und 2010 die deutsche Meisterschaft. In den Saisons 2007/08 und 2008/09 stand sie parallel für die EHC Jonsdorfer Falken, dem Kooperationspartner der Weißwasseraner Profimannschaft Lausitzer Füchse, im Tor, kam jedoch zu weniger Einsätzen als erhofft und wechselte daraufhin zum ELV Tornado Niesky, wo sie Nachfolgerin des früheren Nationaltorwartes Thomas Bresagk wurde. Mit den Tornados schaffte sie in der ersten Saison den Aufstieg aus der Regionalliga in die Oberliga 2010/11, wo sie heute (2013) noch regelmäßig spielt, wenn sie nicht mit der Nationalmannschaft der Frauen trainiert oder spielt.
Da Schröder vom Eishockeysport nicht leben kann, arbeitet sie als Immobilienverwalterin – zunächst bei der Wohnungsbaugesellschaft Weißwasser, später bei der Sächsischen Wohnungsgenossenschaft Dresden.

### International
Bereits mit 16 Jahren gehörte Schröder zum Kader der deutschen Nationalmannschaft.
Nach einer Knieverletzung im November 2010 war es lange ungewiss, ob sie wieder den Sprung in die Nationalmannschaft schaffen würde. Bei der Eishockey-Weltmeisterschaft 2011 kam sie in Ravensburg zu ihrem ersten Einsatz bei einer B-Weltmeisterschaft, wobei sie mit der Nationalmannschaft den Aufstieg in die Top-Division schaffte.
Bei der Eishockey-Weltmeisterschaft 2012 in Burlington (Vermont) kam sie als Backup der Nummer 1 im deutschen Tor, Viona Harrer, zu keinem Spieleinsatz. Bei den Olympischen Winterspielen 2014 in Sotschi kam sie als eine von drei deutschen Torhüterinnen neben Harrer und Jennifer Harß zu zwei Nominierungen, aber zu keinem Einsatz auf dem Eis. Bei der Eishockey-Weltmeisterschaft der Frauen 2015 bekam sie neben Jennifer Harß, die an drei Spielen mitwirkte, zwei Einsätze. Sie konnten jedoch den Abstieg in die zweitklassige Division I durch zwei Niederlagen nach Verlängerung in der Abstiegsrunde nicht verhindern.